# Michael López-Alegría
Michael Eladio López-Alegría, född 30 maj 1958 i Madrid, Spanien, är en amerikansk astronaut uttagen i astronautgrupp 14 den 5 december 1992.

## Familjeliv
Gift med Daria och har en son.

## Rymdfärder
Han är en rymdveteran och har varit i rymden fyra gånger. Första gången var 1995.

### STS-73/Columbia
20 oktober - 5 november 1995

### STS-92/Discovery
11 - 24 oktober 2000

### STS-113/Endeavour
23 november - 7 december 2002

### ISS-14
Flög upp med Sojuz TMA-9 19 september 2006 som befälhavere för den fjortonde besättning ombord på den internationella rymdstationen. Återkom med Sojuz TMA-10 den 21 april 2007.

#### Rekord för amerikanska astronauter
När Lopez-Alegria landade den 21 april 2007 blev han den amerikanske astronaut som dittills varit längst i rymden under ett uppdrag (215 dagar). Han hade även amerikanskt rekord i antal rymdpromenader (10 stycken) och även längst tid på rymdpromenad (totalt 67 timmar och 40 minuter). Det längsta uppdraget någon varit i rymden på var den ryske kosmonauten Valeriy Polyakov, med 437 dagar ombord på Mir 1994 - 1995.

### Axiom Mission 1
Första flygningen av det privata företaget Axiom  till Internationella rymdstationen.

## Rymdfärdsstatistik
| Färd            | Datum                             | Tid        | EVA      |
| --------------- | --------------------------------- | ---------- | -------- |
| STS-73          | 20 oktober - 5 november 1995      | 381:52:21  | 0:00:00  |
| STS-92          | 11 - 24 oktober 2000              | 309:40:25  | 14:03:00 |
| STS-113         | 23 november - 7 december 2002     | 330:47:13  | 19:55:00 |
| ISS-14          | 19 september 2006 - 21 april 2007 | 5168:22:00 | 33:42:00 |
| Axiom Mission 1 | 8 april 2022 - 25 april 2022      | 409:49:00  | 00:00:00 |
| Totalt          | Totalt                            | 6600:32:00 | 67:40:00 |